# Iván Menczel
Iván Menczel (ur. 14 grudnia 1941 w Karancsalji, zm. 26 listopada 2011 w Salgótarján) – piłkarz węgierski grający na pozycji pomocnika.

## Kariera klubowa
Swoją karierę piłkarską Menczel rozpoczął w klubie Salgótarjáni BTC. W sezonie 1959/1960 zadebiutował w nim w pierwszej lidze węgierskiej. W klubie tym grał do 1963 roku i wtedy też odszedł do Tatabányai Bányász. W 1968 roku ponownie zmienił klub i został zawodnikiem Vasasu Budapeszt. Z kolei w latach 1972-1976 grał w Bp. Vasas Izzó i w nim też zakończył swoją karierę.

## Kariera reprezentacyjna
Menczel nigdy nie zadebiutował w reprezentacji Węgier, ale był w kadrze tego kraju na Mistrzostwa Świata w Chile. W 1968 roku zdobył złoty medal na Igrzyskach Olimpijskich w Meksyku.